# Annette Duetz
Annette Duetz (Zeddam, 29 de junho de 1993) é uma velejadora neerlandesa, campeã olímpica.

## Carreira
Duetz participou dos Jogos Olímpicos de Verão de 2020 em Tóquio, onde participou da classe 49erFX, conquistando a medalha de bronze ao lado de Annemiek Bekkering após finalizar a série de treze regatas com 88 pontos. Quatro anos depois, nos Jogos Olímpicos de Verão de 2024 em Paris, conseguiu a medalha de ouro, agora ao lado de Odile van Aanholt.
Duetz também estudou Física Aplicada na Universidade de Tecnologia de Delft.